# 女性主义翻译理论
女性主义翻译理论，又称女权主义翻译理论，是20世纪60年代伴随西方第二次妇女运动浪潮而兴起的翻译理论流派。该理论的代表人物有巴巴拉·戈达尔德、雪莉·西蒙和苏珊娜·德·洛特比捏尔-阿伍德。女性主义翻译理论认为，传统翻译理论将译本视为女性，译本依附于原文（原作），传统翻译理论歧视译本和译者，尤其包含对女性的歧视。译本的地位低于原作，如同父权制度下受压迫的女性。
女性主义翻译理论流派要求重新审视译本和原作的关系，主张译本要和原文享有相同的地位。女性主义翻译理论认为翻译不是一种“技巧”能概括的，翻译本身由广阔的意识形态构成，即翻译的忠实既不是针对作者也不是针对读者，而是对写作方案（writing project）而言的。尤其是社会的意识形态会影响译者的翻译。

## 观点
- 雪莉·西蒙认为所有的翻译都必定“有缺陷”，所以翻译“一般被认为是女性”。

- 劳丽·钱伯伦认为，17世纪法语中的“不忠的美人”这句关于翻译的隐喻表明，正如父权体制下身居社会等级底层的女性，翻译在文学等级秩序中也备受歧视。在传统翻译理论中，忠实是翻译的第一要旨。但是，在翻译实践中，译者背离原作的行为却屡屡发生。钱伯伦认为，对文学等级中原作身份和原创性的争夺制约了翻译的忠实性。